# Zornia laevis
Zornia laevis là một loài thực vật có hoa trong họ Đậu. Loài này được Schltdl. & Cham. miêu tả khoa học đầu tiên.